# Jokichi Igarashi
Jokichi Igarashi (五十嵐 丈吉, Igarashi Jōkichi), né le 26 janvier 1902 et mort le 23 juillet 2013, est un supercentenaire japonais. Il fut doyen masculin de son pays durant 19 jours du 5 juillet 2013 à sa mort.
Igarashi a 4 enfants, 11 petits-enfants et 22 arrière-petits-enfants.